# حارة سد مارب (صنعاء)
حارة سد مارب هي إحدى حارات حي شعوب بمديرية شعوب إحد مديريات العاصمة اليمنية صنعاء، بلغ تعداد سكانها 3660 نسمة حسب تعداد اليمن لعام 2004.